# NGC 5634
NGC 5634 представляет собой небольшое, но яркое, шаровое скопление, расположенное в крайней восточной части созвездия Девы, почти на границе с Весами. К восточной части скопления примыкает звезда 8m, служащая хорошим ориентиром для поиска скопления в небольшие апертуры.